# Han Jin-won
Han Jin-won (en coréen : 한진원), né en 1986, est un scénariste sud-coréen. 

## Biographie
Han Jin-won étudie à l'université Yong In.
Il est surtout connu pour son travail sur Parasite en tant que scénariste, ce qui lui a valu une évaluation critique et une reconnaissance, notamment un Oscar du meilleur scénario original à la 92e cérémonie des Oscars en 2020. Il a partagé ce prix avec Bong Joon-ho, ce qui a fait d'eux les deux premiers scénaristes asiatiques à remporter un Oscar de scénariste,.

## Filmographie

### Assistant réalisateur
Au cinéma
- 2014 : Daughter (coréen : 다우더, dau-deo)
- 2014 : Dad for Rent (ko) (coréen : 아빠를 빌려드립니다, ah-ppa-leul bil-lyeo-deu-lib-ni-da)
- 2015 : Granny's Got Talent (ko) (coréen : 헬머니, hel-meo-ni), aussi un petit rôle
- 2015 : Enemies In-Law (en) (coréen : 위험한 상견례 2, wi-heom-han sang-gyeon-lye) soutien à la réalisation
- 2016 : Pandora
- 2017 : Okja (coréen : 옥자, Okja)
- 2018 : Take Point

À la télévision
- 2017 : Sense8 (saison 2, troisième assistant réalisateur - Unité Corée)

### Scénariste

#### Long métrage
- 2019 : Parasite (coréen : 기생충, Gisaengchung), co-scénariste avec Bong Joon-ho, également crédité en tant que superviseur du scénario, Oscar du meilleur scénario original, prix BAFTA du meilleur scénario original

#### Série télévisée
- prévu en 2025 : Newtopia (뉴토피아)

### Autres
- 2012 : South Bound (ko) accessoires